# Comité Olímpico Argentino

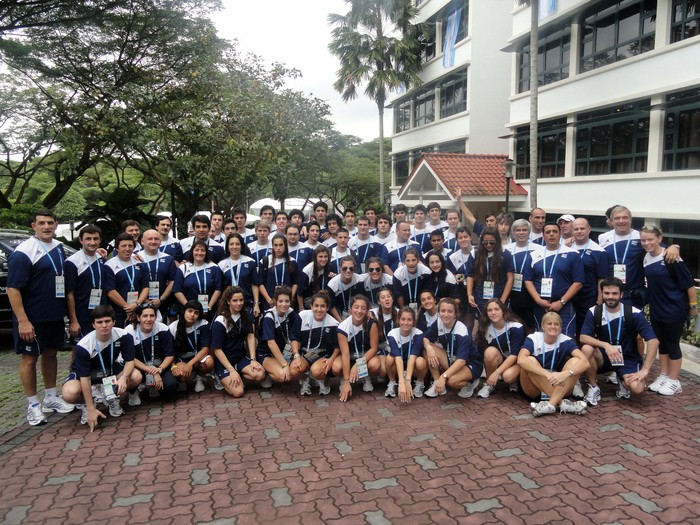
Delegación argentina en Singapur 2010.

El Comité Olímpico Argentino (COA) es la entidad que atiende en el país todo lo relacionado con la aplicación de los principios que conforman la Carta Olímpica, conjunto de normas y reglamentaciones del Comité Olímpico Internacional que rigen al Movimiento Olímpico en el mundo. Existe desde 31 de diciembre de 1923, y es una entidad civil, autárquica, desvinculada por normas estatutarias de todo tipo de influencia económica, política, religiosa y racial. A pesar de ello fue intervenido en dos oportunidades 1955-1959 y 1976-1983.
Durante el mes de octubre de 2018, formó parte de la organización de los Juegos Olímpicos de la Juventud Buenos Aires 2018.

## Misión
- Hacer respetar las reglas olímpicas establecidas por el Comité Olímpico Internacional (C.O.I.).
- Colaborar con las autoridades nacionales del deporte en todo lo relativo al fomento y difusión del deporte, proponiendo y asesorando en todo lo que le sea solicitado por las mismas.
- Fomentar en todo el territorio argentino el Movimiento y los ideales olímpicos.
- Celebrar el Aniversario Olímpico en Argentina el día 23 de junio de cada año.
- Organizar cada 4 años los Juegos Argentinos de Alto Rendimiento.
- Coordinar con las Federaciones Deportivas Nacionales la preparación de las delegaciones a los Juegos Olímpicos, Panamericanos y Sudamericanos; asumir la responsabilidad de la inscripción y participación de los equipos argentinos en los Juegos, coordinando con las autoridades nacionales la mejor representación para cada evento.
- Apoyar los proyectos nacionales de desarrollo del deporte y promover la construcción de infraestructura deportiva reglamentaria para competencias de alto nivel.
- Organizar y desarrollar cursos, conferencias y exposiciones de índole deportivo y cultural.
- Colaborar con las autoridades del deporte nacional, provincial y municipal y las Federaciones Nacionales en la organización de los Juegos Deportivos Argentinos.
- Desarrollar anualmente los cursos de la Academia Olímpica Argentina.
- Mantener la vinculación con el Comité Olímpico Internacional (COI), la Asociación de Comités Olímpicos Nacionales (ACON), las Federaciones Internacionales (FI), los Comités Olímpicos Nacionales (CON), así como también con las Organizaciones Deportivas Americanas como Organización Deportiva Panamericana (ODEPA), Organización Deportiva Suramericana (ODESUR), Organización Deportiva Centroamérica y del Caribe (ODECABE), Organización Deportiva Centroamericana (ORDECA) y Organización Deportiva Bolivariana (ODEBO).
- Mantener la aspiración de organizar en Argentina los Juegos Olímpicos.

## Sede
La sede de la Institución, adquirida en 1978, es una antigua casa de tres plantas, ubicada en la calle Juncal 1662, en el Barrio Norte de la Ciudad Autónoma Buenos Aires.
Antes de ocupar este solar, el C.O.A. funcionó en:
•   Viamonte 1366 (1923 a 1949).
•   Carlos Pellegrini 1362 (1950 a 1977).
•   México 628 (1977 a 1978), domicilios todos de la Capital Federal.
En su sede, la entidad presta distintos servicios:
°   Biblioteca.
°   Videoteca con DVD y pantalla gigante.
°   Filmacoteca.
°   Fotocopiados y proyectores fílmicos y de diapositivas.
°   Internet y CD-ROMs.

### Nómina de Presidentes
| N.º | Director                      | Periodo       |
| --- | ----------------------------- | ------------- |
| 1   | Ricardo C. Aldao              | 1923 - 1927   |
| 2   | Juan Carlos Palacios          | 1927 - 1928   |
| 3   | Juan Bautista Peña            | 1928 - 1929   |
| 4   | Juan Carlos Gallegos          | 1929          |
| 5   | Horacio Bustos Morón          | 1929 - 1932   |
| 6   | Juan Carlos Palacios          | 1932 - 1933   |
| 7   | Alberto León                  | 1933 - 1934   |
| 8   | Próspero G. Alemandri         | 1934 - 1938   |
| 9   | Juan Carlos Palacios          | 1938 - 1947   |
| 10  | Ricardo Sánchez de Bustamante | 1947 - 1948   |
| 11  | Rodolfo Valenzuela            | 1948 - 1955   |
| 12  | Fernando I. Huergo            | 1955 - 1956   |
| 13  | José Oriani                   | 1957 - 1964   |
| 14  | Esteban Mallo                 | 1964 - 1965   |
| 15  | Ricardo Levene                | 1965 - 1967   |
| 16  | Jorge Noceti Campos           | 1967 - 1971   |
| 17  | Fernando Madero               | 1971 - 1973   |
| 18  | Pablo Cagnasso                | 1973 - 1977   |
| 19  | Antonio Rodríguez             | 1977 - 2005   |
| 20  | Julio Ernesto Cassanello      | 2005 - 2008   |
| 21  | Alicia Masoni de Morea        | 2008 - 2009   |
| 22  | Gerardo Werthein              | 2009 - 2021   |
| 23  | Mario Moccia                  | 2021-presente |

## Mesa directiva
Hasta 2021, la mesa directiva estuvo compuesta por las siguientes autoridades:
| Presidente          | Dr. Mario Moccia (Ecuestre)                        |
| Vicepresidente 1.º  | Dra. Alicia Masoni de Morea (Miembro Permanente)   |
| Vicepresidente 2.º  | Dr. José María García Maanón (Karate)              |
| Secretario General  | Lic. Mario Moccia (Balonmano / Miembro Permanente) |
| Prosecretario       | My. Lic. Víctor Sergio Groupierre (Esgrima)        |
| Tesorero            | Dr. Carlos Alberto De Mare (Yachting)              |
| Protesorero         | Dr. Hugo Osvaldo Rodríguez Papini (Boxeo)          |
| Secretario de Actas | Arq. Alejandro Carlos Bolgeri (Vóley)              |
| Vocal 1.º           | Dr. Jorge Daniel Renosto (Esquí Náutico)           |
| Vocal 2.º           | Dr. Estanislao Osores Soler (Tiro con Arco)        |
| Vocal 3.º           | Sr. Sergio Javier Martín Martín (Béisbol)          |

## Federaciones Afiliadas
Federaciones afiliadas al Comité:
- Asociación de Derecho Deportivo
- Asociación de Padel Argentino - www.padel.org.ar
- Asociación Argentina de Hockey sobre Hielo y en Línea - www.aahhl.com.ar
- Asociación Argentina de Bobsleigh y Skeleton - www.bobsleigh.com.ar
- Asociación Argentina de Bowling - www.aabowling.org.ar
- Asociación Argentina de Golf - www.aag.org.ar
- Asociación Argentina de Polo - www.aapolo.com
- Asociación Argentina de Racquetball
- Asociación Argentina de Remeros Aficionados - www.remoargentina.org
- Asociación Argentina de Squash Rackets - www.aasr.org.ar
- Asociación Argentina de Surf - www.asasurf.org.ar
- Asociación Argentina de Tenis - www.aat.com.ar
- Asociación del Bridge Argentino - www.aba.org.ar
- Asociación de Cricket Argentino - www.cricketargentina.com
- Asociación del Fútbol Argentino - www.afa.com.ar
- Confederación Argentina de Pelota - www.capelota.com.ar
- Confederación Argentina de Atletismo - www.cada-atletismo.org
- Confederación Argentina de Basquetbol - www.cabb.com.ar
- Confederación Argentina de Bochas - www.argentinabochas.com.ar
- Confederación Argentina de Cestoball - www.cadc.org.ar
- Confederación Argentina de Deportes Acuáticos - www.cadda.com.ar
- Confederación Argentina de Gimnasia
- Confederación Argentina de Handball - www.balonmanoargentina.org.ar
- Confederación Argentina de Hockey - www.cahockey.org.ar
- Confederación Argentina de Judo - www.judoargentina.org.ar
- Confederación Argentina de Motociclismo Deportivo - www.camod.com.ar
- Confederación Argentina de Patín
- Confederación Argentina de Sóftbol - www.softbolargentina.org
- Confederación Argentina de Taekwondo - www.taekwondocat.com.ar
- Federación Colombófila Argentina - www.fecoar.org.ar
- Federación Deportiva Militar Argentina
- Federación Ecuestre Argentina - www.fedecuarg.com.ar
- Federación Argentina de Faustball - www.faf.org.ar
- Federación Deporte de Orientación de la Rep. Arg
- Federación Argentina de Actividades Subacuáticas - www.faas.org.ar
- Federación Argentina de Ajedrez - www.federacionargentinadeajedrez.org
- Federación Argentina de Bádminton - www.febara.com.ar
- Federación Argentina de Béisbol
- Federación Argentina de Aficionados al Billar
- Federación Argentina de Box - www.fabox.com.ar
- Federación Argentina de Canoas - www.federcanoas.org.ar
- Federación Argentina de Esgrima - www.esgrima-fae.com.ar
- Federación Argentina de Esquí Náutico	- www.fadew.com.ar
- Federación Argentina de Karate - www.karatefak.com.ar
- Federación Argentina de Luchas Asociadas - www.fala.com.ar
- Federación Argentina de Medicina del Deporte - www.famedep.org
- Federación Argentina de Netball - www.netball.org.ar
- Federación Argentina de Paracaidismo - www.paracaidismo.org.ar
- Federación Argentina de Patinaje Sobre Hielo - www.faph.org.ar
- Federación Argentina de Pentatlón y Biatlón - www.pentatlonargentina.com.ar
- Federación Argentina de Pesas - www.fap.org.ar
- Federación Argentina de Esquí y Andinismo - www.fasa.org.ar
- Federación Argentina de Tenis de Mesa - www.fatm.org.ar
- Federación Argentina de Tiro - www.federaciontiro.com.ar
- Federación Argentina de Tiro con Arco - www.fatarco.com.ar
- Federación Argentina de Triatlón - www.triatlon.org.ar
- Federación del Voleibol Argentino - www.feva.org.ar
- Federación Argentina de Wushu/Kung-Fu - www.fawk.8k.com
- Federación Argentina de Yachting - www.fay.org
- Federación Argentina de Yoga
- Unión Ciclista de la República Argentina
- Unión Argentina de Rugby - www.uar.com.ar
- Unión Argentina de Patinadores Velocidad Hielo - www.uvepa.org

## Indumentaria y patrocinadores
Indumentaria y publicidad por período
| Período   | Proveedor                 | Patrocinador/es      | Patrocinador/es secundario/s |
| --------- | ------------------------- | -------------------- | ---------------------------- |
| 1980-2000 | Bandera de Alemania       |                      |                              |
| 2001-2007 | TMT                       |                      |                              |
| 2008-2011 | Bandera de Italia · Kappa | Bandera de Argentina | Turicentro                   |
| 2011-2013 | Bandera de Argentina      | Bandera de Argentina | Turicentro                   |
| 2013-2016 | Bandera de Argentina      | ICBC                 | Turicentro                   |
| 2017-2022 | Bandera de Argentina      | ICBC                 |                              |
| 2022-     | Bandera de Francia        | ICBC                 |                              |